# Malîi Kunîneț, Zbaraj
Malîi Kunîneț (în ucraineană Малий Кунинець) este un sat în comuna Velîkîi Kunîneț din raionul Zbaraj, regiunea Ternopil, Ucraina.

## Demografie
Componența lingvistică a localității Malîi Kunîneț
     Ucraineană (100%)
Conform recensământului din 2001, toată populația localității Malîi Kunîneț era vorbitoare de ucraineană (100%).